# Хробак (фільм)
«Хробак» — фільм режисера Олексія Мурадова. В 2006 році картина брала участь в основному конкурсі Московського міжнародного кінофестивалю.

## Зміст
Головний герой багато чого домігся на військовій службі. Однак зараз настали часи змін, і йому доводиться виїхати з рідного міста з єдиним завданням — не дати себе виявити. Він знайомиться з різними людьми, дізнається про їхні проблеми і прагнення, десь співпереживає, а десь засуджує. Лише наприкінці цієї історії все стає на свої місця.

## У ролях
- Вадим Демчог — Дон Мук
- Дмитро Персін — Старший
- Олександр Наумов — батько Сергія
- Галина Данилова — мати Сергія
- Софія Ледовських — сестра Сергія
- Анна Артемчук — Люся в дитинстві
- Михайло Заярін — Сергій у дитинстві
- Тамара Спірічева — бабуся Інги
- Ігор Воробйов — Дядя Толя
- Ольга Хохлова — сусідка
- Андрій Межуліс — розводила Саша
- Сергій Синявський — сліпий хіпі
- Наталія Швець — Юкка
- Анастасія Яковлєва — дівчинка з інтегралами
- Сергій Юшкевич — Роланд
- Олексій Шлямін — шкіпер
- Дмитро Журавльов — романтик
- Олексій Клімушкін — заїка
- Олег Доска — монах